# Universal Epic Universe
Universal Epic Universe es un parque temático en construcción en Orlando, Florida. Se inauguró el 22 de mayo de 2025 y es el tercer parque temático y el cuarto parque en general en abrir en Universal Orlando Resort. El parque es parte de un área de desarrollo más grande (300 hectáreas) que cuenta con cinco zonas temáticas llamadas: Celestial Park, Dark Universe, How to Train Your Dragon - Isle of Berk, Super Nintendo World y The Wizarding World of Harry Potter – Ministry of Magic.
Su construcción empezó a principios de agosto de 2019, pero con la pandemia de COVID-19 se produjeron retrasos a la fecha de finalización esperada. Mientras que inicialmente los detalles sobre las zonas temáticas del parque eran pocos, se fue revelando más información con el tiempo, acabando por confirmar a principios de 2023 Super Nintendo World como la última zona temática. Las atracciones principales incluyen dos dark rides llamadas Harry Potter and the Battle at the Ministry y Monsters Unchained: The Frankenstein Experiment. También una montaña rusa a modo de carrera, Stardust Racers, y una dark ride de realidad aumentada llamada Mario Kart: Bowser's Challenge. Las primeras visitas al parque empezaron en marzo de 2025.

## Historia
El 1 de agosto de 2019, NBCUniversal anunció la construcción de un cuarto parque temático para Universal Orlando llamado Universal's Epic Universe. El entonces presidente y director ejecutivo de Universal Parks & Resorts, Tom Williams, publicó un comunicado que calificaba a Epic Universe como el "parque temático más inmersivo e innovador" que la empresa había creado. Funcionarios de Comcast y NBCUniversal estimaron que el nuevo parque crearía 14 000 nuevos puestos de trabajo, y el gobernador de Florida, Ron DeSantis, compartió su opinión positiva en un comunicado.
En las imágenes conceptuales publicadas por Universal en el anuncio del parque en 2019, los detalles fueron mínimos. Se rumoreaba que muchas propiedades intelectuales aparecerían en el parque, incluyendo espacios dedicados a Cómo entrenar a tu dragón, Animales fantásticos, Monstruos clásicos de Universal y las franquicias de Nintendo Super Mario y Donkey Kong. En enero de 2020, varios ejecutivos de Comcast confirmaron que Super Nintendo World estaría en el parque. La versión para Epic Universe de Super Nintendo World fue anunciada oficialmente en febrero de 2023, con el CEO Mark Woodbury llamándolo "el secreto peor guardado de la historia".
La apertura inicial estaba prevista para 2023, pero se retrasó debido a la pandemia de COVID-19. Las obras, que habían comenzado en agosto de 2019, se detuvieron en julio de 2020. Se reanudaron en marzo de 2021, y el director ejecutivo de NBCUniversal, Jeff Shell, anunció al año siguiente que el parque abriría sus puertas al público para el verano de 2025. El 5 de mayo de 2022, Universal ofreció 5,3 hectáreas del área de construcción del parque para la construcción de una estación de trenes de Brightline.
El 8 de marzo de 2023, el director ejecutivo de Universal Parks & Resorts, Mark Woodbury, anunció el cambio de nombre de esta división a Universal Destinations & Experiences. El nombre del parque también fue ligeramente modificado, pasando de Universal's Epic Universe a Universal Epic Universe. Se presentó al igual un logotipo modificado para alinearse con el nuevo nombre, que eliminó el apóstrofe y la letra "s" del diseño. La presentación oficial de Celestial Park (una de las zonas temáticas) y el diseño general de Epic Universe se publicaron en un comunicado de prensa el 30 de enero de 2024.
Debido al Huracán Milton de octubre de 2024, el parque sufrió daños menores y la construcción fue, anteriormente, pausada por un breve periodo de tiempo para prepararse para la tormenta. El 17 de octubre de 2024, Universal reveló la fecha de inauguración del parque, el 22 de mayo de 2025, unas dos semanas antes del 35.° aniversario de Universal Orlando. Las entradas para el parque se ofrecieron inicialmente como una entrada de varios días o como un paquete de vacaciones, iniciando la venta el 17 de octubre de 2024. La semana siguiente, las entradas de un solo día se abrieron para los poseedores de pases anuales al igual que las reservas para el nuevo hotel, el Helios Grand Hotel. Las primeras preevaluaciones para empleados comenzaron el 1 de marzo de 2025. En abril de 2025, una réplica de unos 9 metros (30 pies) del portal Chronos de Universal Epic Universe se trasladará en una gira nacional para promocionar el parque.

## Zonas y atracciones
Epic Universe utiliza una distribución de centro y conexiones (hub-and-spoke), que consta de cuatro zonas temáticas que salen desde un eje central llamado Celestial Park. En esta zona se encuentran cuatro 'portales' tematizados con carteles LED como entrada a cada zona. Las zonas temáticas, en el orden de las agujas del reloj desde la entrada, son: Super Nintendo World, Dark Universe (temática de Universal Classic Monsters), The Wizarding World of Harry Potter: Ministry of Magic y Cómo entrenar a tu dragón : Isle of Berk. Cada zona temática se ve refleja en la comida de los restaurantes, la música ambiental, los uniformes del personal y la infraestructura.
Epic Universe utiliza tecnologías de reconocimiento facial en lugar de entradas para acceder al parque, las taquillas y las colas prioritarias de las atracciones.

### Celestial Park
El centro del parque es Celestial Park, un jardín con caminos, fuentes y lagos con diseños basados en la astrología, que además conecta las cuatro zonas. En la zona se encuentran dos atracciones: Constellation Carousel, un carrusel de temática celestial similar al SeaGlass Carousel (Nueva York), y Stardust Racers, una montaña rusa de lanzamiento de doble vía fabricada por Mack Rides. En Celestial Park se encuentra también el Helios Grand Hotel (operado por Loews) y distintos lugares destacados para comer, incluyendo un restaurante de mariscos con temática submarina encerrado entre cristales llamado The Atlantic and the Blue Dragon Pan-Asian Restaurant. También hay cuatro bares y cabinas de servicios para los visitantes.
En esta zona temática, se pueden encontrar unos siete millones de luces LED integradas controlables individualmente. Universal planea llevar a cabo shows con luces y fuegos artificiales.
| Atracción              | Año de apertura | Fabricante | Descripción                                 |
| ---------------------- | --------------- | ---------- | ------------------------------------------- |
| Astronomica            | 2025            |            | Área de juegos con agua para niños          |
| Constellation Carousel | 2025            |            | Carrusel                                    |
| Stardust Racers        | 2025            | Mack Rides | Doble montaña rusa de lanzamiento (carrera) |

### Dark Universe
Hogar de los Monstruos Clásicos de Universal y se pretende que sea una continuación actual a la era de películas clásica, Dark Universe está ambientado en el lúgubre Darkmoor Village. La historia de la zona se centra en la Dra. Victoria Frankenstein, la tataranieta de Henry Frankenstein, quien siguió los pasos de su familia y resucitó a una criatura de entre los muertos. Ella intenta controlar a otros monstruos, incluyendo al Conde Drácula, y evitar además que atemorizaran Darkmoor .
Una de las atracciones será Curse of the Werewolf, una montaña rusa giratoria de lanzamiento fabricada por Mack Rides que está ambientada en Maleva y su Gremio de Místicos de El hombre lobo (1941). A finales de 2021, se rellenaron patentes para una nueva dark-ride basada en movimientos, que presentará elementos similares a la tecnología utilizada en Harry Potter and the Forbidden Journey (atracción situada en varios parques de Universal). Esto dio lugar a especulaciones iniciales de que una nueva atracción de Dark Universe temática de Creature from the Black Lagoon también sería parte de la nueva expansión. Más tarde se reveló que se trataba de Monsters Unchained: The Frankenstein Experiment, una dark ride que utiliza tecnología de brazos KUKA. Entre las opciones gastronómicas destacadas se encuentran Das Stakehaus, un asador con temática de vampiros que no utiliza ajo, The Burning Blade Tavern, un bar temático, y De Lacey's Cottage.
En junio de 2024, se anunció que Danny Elfman compondría la música para la zona.
| Atracción                                       | Año de apertura | Fabricante  | Descripción                                                                                             |
| ----------------------------------------------- | --------------- | ----------- | --- |
| Curse of the Werewolf                           | 2025            | Mack Rides  | Una montaña rusa giratoria basada en la película El hombre lobo (1941).                                 |
| Darkmoor Monster Makeup Experience              | 2025            |             | Un local de maquillaje que ofrece a los visitantes la oportunidad de convertirse en su propio monstruo. |
| Monsters Unchained: The Frankenstein Experiment | 2025            | RoboCoaster | Una dark ride de brazo KUKA con los monstruos de Universal.                                             |

### How to Train Your Dragon: Isle of Berk
How to Train Your Dragon: Isle of Berk está inspirada en la franquicia Cómo entrenar a tu dragón y se basa entre la segunda y la tercera película. A partir de las propiedades intelectuales del parque, esta zona es la más grande de las cuatro y cuenta con tres atracciones: Hiccup's Wing Gliders (una montaña rusa lanzada fabricada por Intamin), Dragon Racer's Rally (un par de atracciones Gerstlauer Sky Fly) y Fyre Drill (un paseo en barco interactivo fabricado por Mack Rides). También hay un área de juegos infantiles llamada Viking Training Camp, así como grandes drones tematizados como dragones que vuelan libremente.
Las opciones gastronómicas destacadas de la zona incluyen Mead Hall, Spit Fyre Grill y Hooligan's Grog & Grue. Mead Hall servirá "Yaknog", una bebida temática hecha de chocolate malteado, canela y crema batida.
| Atracción              | Año de apertura | Fabricante | Descripción                                                                     |
| ---------------------- | --------------- | ---------- | ------------------------------------------------------------------------------- |
| Dragon Racer's Rally   | 2025            | Gerstlauer | Una atracción de Sky Fly con temática de carreras de dragones.                  |
| Fyre Drill             | 2025            | Mack Rides | Paseo interactivo en barco.                                                     |
| Hiccup's Wing Gliders  | 2025            | Intamina   | Una montaña rusa familiar lanzada con la temática de entrenamiento de dragones. |
| The Untrainable Dragon | 2025            |            | Un espectáculo con la temática de Cómo entrenar a tu dragón .                   |
| Viking Training Camp   | 2025            |            | Área de juegos con diferentes actividades.                                      |

### Super Nintendo World
Super Nintendo World es otra de las zonas de Epic Universe y está inspirado en varias franquicias de Nintendo, aunque se enfoca principalmente en la franquicia de Mario . Su entrada desde Celestial Park está tematizada como una tubería de transporte que aparece en muchos de los videojuegos de la franquicia. Al igual que la versión de la zona que se encuentra en Universal Studios Japan, incluye Mario Kart: Bowser's Challenge, un simulador de carreras de realidad aumentada basado en la serie de videojuegos Mario Kart, así como Yoshi's Adventure, una atracción omnimover que se tematiza alrededor del personaje Yoshi. El área también cuenta con una sección temática de la franquicia Donkey Kong, que incluye, entre otras atracciones, Mine-Cart Madness, un nuevo tipo de montaña rusa patentada como "Boom Coaster". La montaña rusa está diseñada con una vía falsa sobre la que los trenes aparentan moverse mientras que realmente está unida a una vía oculta debajo. Así, se consigue que el diseño de la vía implemente espacios que crean la ilusión de que los trenes están saltando sobre partes faltantes de la vía.
La zona está dividida en dos secciones: Super Mario Land y Donkey Kong Country. Entre las opciones gastronómicas destacadas se encuentran Toadstool Cafe, que sirve cocina estadounidense, y Yoshi's Snack Land.
Una 'Power-Up Band' que se vende en el parque permite a los visitantes recolectar monedas digitales mientras exploran la zona.
| Atracción                      | Año de apertura | Fabricante              | Descripción                                                                 |
| ------------------------------ | --------------- | ----------------------- | --------------------------------------------------------------------------- |
| Mario Kart: Bowser's Challenge | 2025            | MTS Systems Corporation | Dark ride con realidad aumentada                                            |
| Mine-Cart Madness              | 2025            | JR Automation           | Una montaña rusa ("boom coaster") basada en los videojuegos de Donkey Kong. |
| Yoshi's Adventure              | 2025            | MTS Systems Corporation | Omnimover                                                                   |

### The Wizarding World of Harry Potter — Ministry of Magic
La zona temática del Ministerio de Magia (Ministry of Magic) esta basada en la ciudad de París en la década de los años 20, tomando inspiración principalmente de la franquicia de películas Animales Fantásticos. Se incluyen escenas, personajes y criaturas de dicha franquicia. La atracción principal de esta zona temática, Harry Potter and the Battle at the Ministry (traducida como: Harry Potter y la Batalla en el Ministerio), es una dark ride con temática de ascensor que cuenta con una simulación de las chimeneas de la red flu que transportarán a los visitantes del parque al Ministerio de Magia británico en el Londres de los años 90, como se presenta en la serie de películas de Harry Potter. La atracción se situaría, temporalmente, poco después de la derrota de Voldemort en la película final, cuando Dolores Umbridge (interpretada por Imelda Staunton) es llevada a juicio e intenta escapar. Harry, Ron, Hermione y un elfo doméstico llamado Higgledy se unen en la carrera por encontrar a Umbridge para capturarla, mientras que los pasajeros de la atracción, que viajan en "ascensores omnidireccionales", esquivan a los mortífagos y otras criaturas en el trayecto.
Las primeras especulaciones sugirieron que una atracción teatral basada en Circus Arcanus (el nombre de un circo representado en Animales fantásticos: Los crímenes de Grindelwald), así como una dark ride, estaban en construcción para el Ministerio de Magia. Un avance de marketing publicado en X (antiguamente Twitter) a finales de julio de 2024 indicó que se publicarían futuramente más detalles sobre la zona temática el 31 de julio de 2024. Y así se hizo. Ese día compartieron detalles promocionales adicionales, confirmado las especulaciones previas del público. El espectáculo se presentará como Le Cirque Arcanus, que será una experiencia teatral a gran escala ubicada en Place Cachée y contará con intérpretes, títeres y efectos especiales, todo en directo. También habrá una variedad de tiendas, restaurantes y otras experiencias para combinar la temática de magia. Las varitas mágicas que se venden en el parque tienen luces y sistemas de vibraciones hápticas, y además interactúan con elementos de toda la zona The Wizarding World of Harry Potter.
El actor inglés Eddie Redmayne repitió su papel de Newt Scamander de Animales Fantásticos en nuevas escenas que ya se han grabado. Según Entertainment Weekly, estas escenas aparecen en la zona temática del Ministerio de Magia.
| Atracción                                   | Año de apertura | Fabricante | Descripción                        |
| ------------------------------------------- | --------------- | ---------- | ---------------------------------- |
| Le Cirque Arcanus                           | 2025            |            |                                    |
| Harry Potter and the Battle at the Ministry | 2025            |            | Dark ride con temática de ascensor |

### Posibles expansiones
Expertos de la industria sugieren que la segunda fase de expansión del parque comenzaría poco después de su debut en 2025, con atracciones para Super Nintendo World basadas en la franquicia Luigi's Mansion. El director ejecutivo de Universal Destinations & Experiences, Mark Woodbury, afirmó en una entrevista con el New York Times que también están considerando nuevas atracciones temáticas de la exitosa adaptación cinematográfica en dos partes del musical Wicked.

## Ubicación e infraestructura
El campus de Universal Epic Universe está ubicado varias millas al sureste del actual Universal Orlando Resort. El mayor área de 300 hectáreas, situado al sur de Sand Lake Road y al este de Universal Boulevard,  comenzó a construirse en 2021, lo que añadió nuevas infraestructuras al plan, incluyendo una extensión de 2,7 km a Kirkman Road (con un coste de 315 millones de dólares) para conectarlo con Universal Boulevard. Se agregó, entre otros cambios, un cruce elevado en Sand Lake Road para facilitar el tráfico dirigido hacia Epic Universe, además de carriles exclusivos para autobuses junto con "instalaciones para bicicletas y peatones". El carril central sobre la mediana está reservado exclusivamente para los autobuses eléctricos de Universal que estarán dedicados al transporte de los asistentes a los parques. Se esperaba que la construcción acabara para finales de 2024.
Aunque los otros parques de Universal Orlando cuentan con aparcamientos interiores, Epic Universe cuenta con uno al aire libre que se encuentra en el extremo sureste del sitio. Los permisos del parque sugieren la posibilidad de la construcción de una cinta desplazadora al nivel del suelo en los alrededores del aparcamiento.